# Zonocypretta kalimna
Zonocypretta kalimna е вид остракод от семейство Cypridinidae. Видът е уязвим и сериозно застрашен от изчезване.

## Разпространение
Разпространен е в Австралия.